# Dyctidea valida
Dyctidea valida är en insektsart som beskrevs av Doering 1940. Dyctidea valida ingår i släktet Dyctidea och familjen sköldstritar. Inga underarter finns listade i Catalogue of Life.